# Hồ Châu
Hồ Châu (tiếng Trung: 湖州市 bính âm: Húzhōu Shì, Hán-Việt: Hồ Châu thị, Tiếng Ngô: ghu'cieu/ɦu.ʨiʏ/) là một địa cấp thị của tỉnh Chiết Giang, Trung Quốc. Hồ Châu nằm ở phía nam Thái Hồ, giáp Gia Hưng về phía đông, Hàng Châu về phía nam, và tỉnh An Huy về phía tây, tỉnh Giang Tô về phía bắc.

## Hành chính
Địa cấp thị Gia Hưng quản lý 5 đơn vị cấp huyện, bao gồm 2 quận nội thành và 3 huyện.
- Khu Ngô Hưng (吳興區)
- Khu Nam Tầm (南潯區)
- Huyện Trường Hưng (長興縣)
- Huyện Đức Thanh (德清縣)
- Huyện An Cát (安吉縣)

Các đơn vị này lại được chia ra thành 69 đơn vị cấp hương, bao gồm 40 trấn, 10 hương và 19 phó khu.

## Ngôn ngữ
Tiếng mẹ đẻ của dân Hồ Châu là tiếng Hồ Châu (tiếng Ngô: 湖州閒話), một phương ngữ của tiếng Ngô.

## Hình ảnh

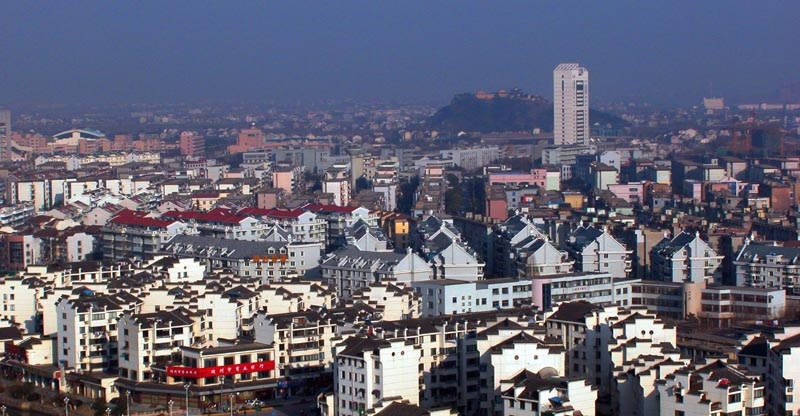
Hình ảnh Hồ Châu
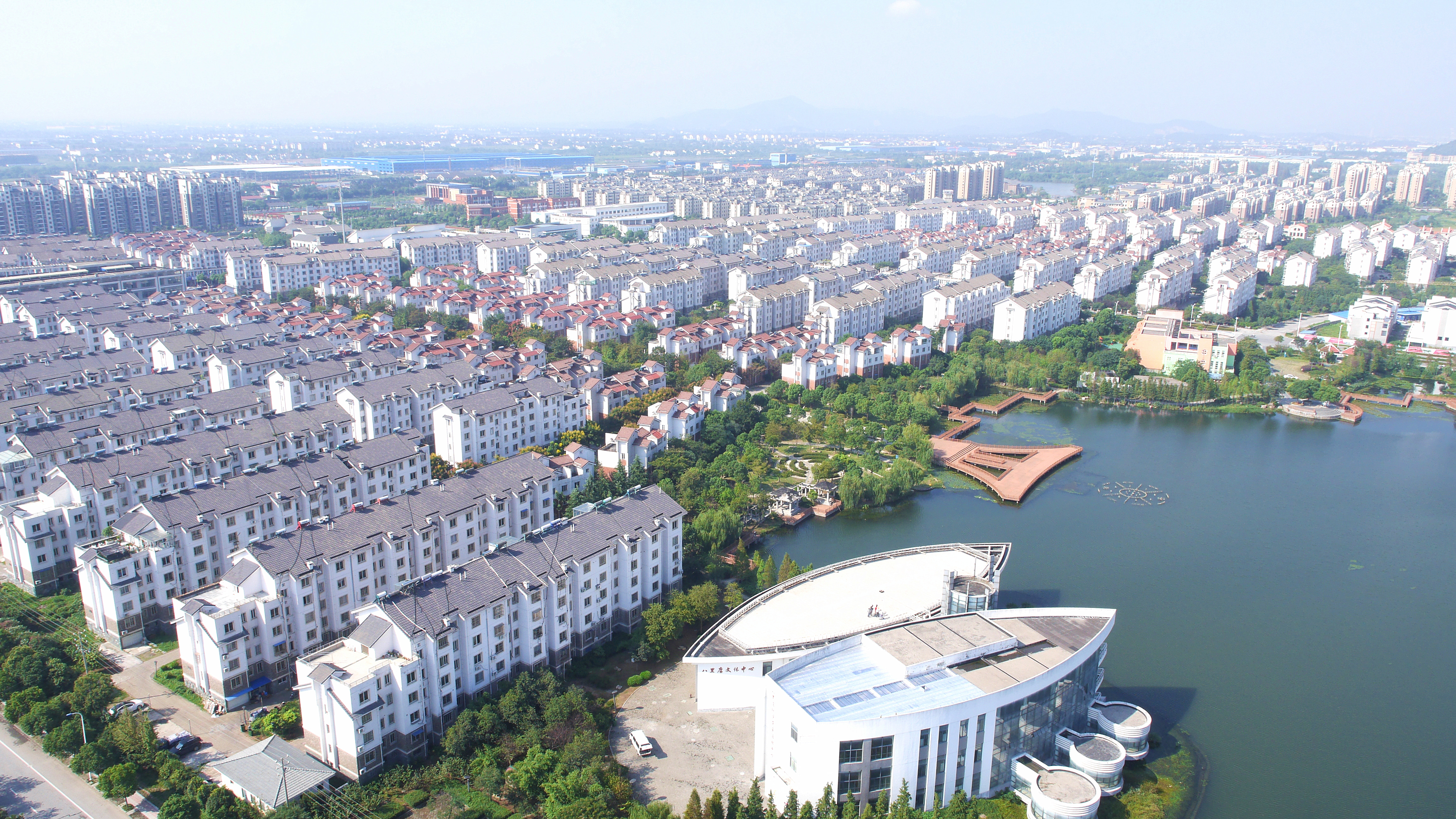
Bát Lý Điếm
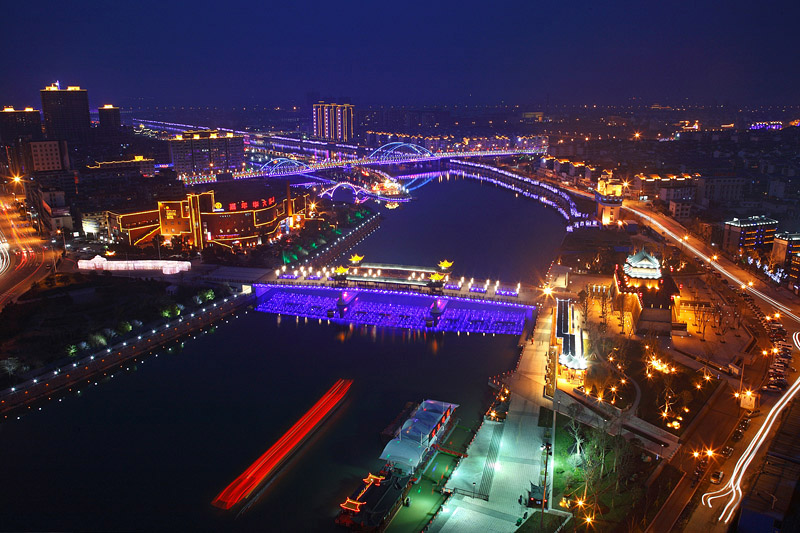
Công viên Hạng Vương
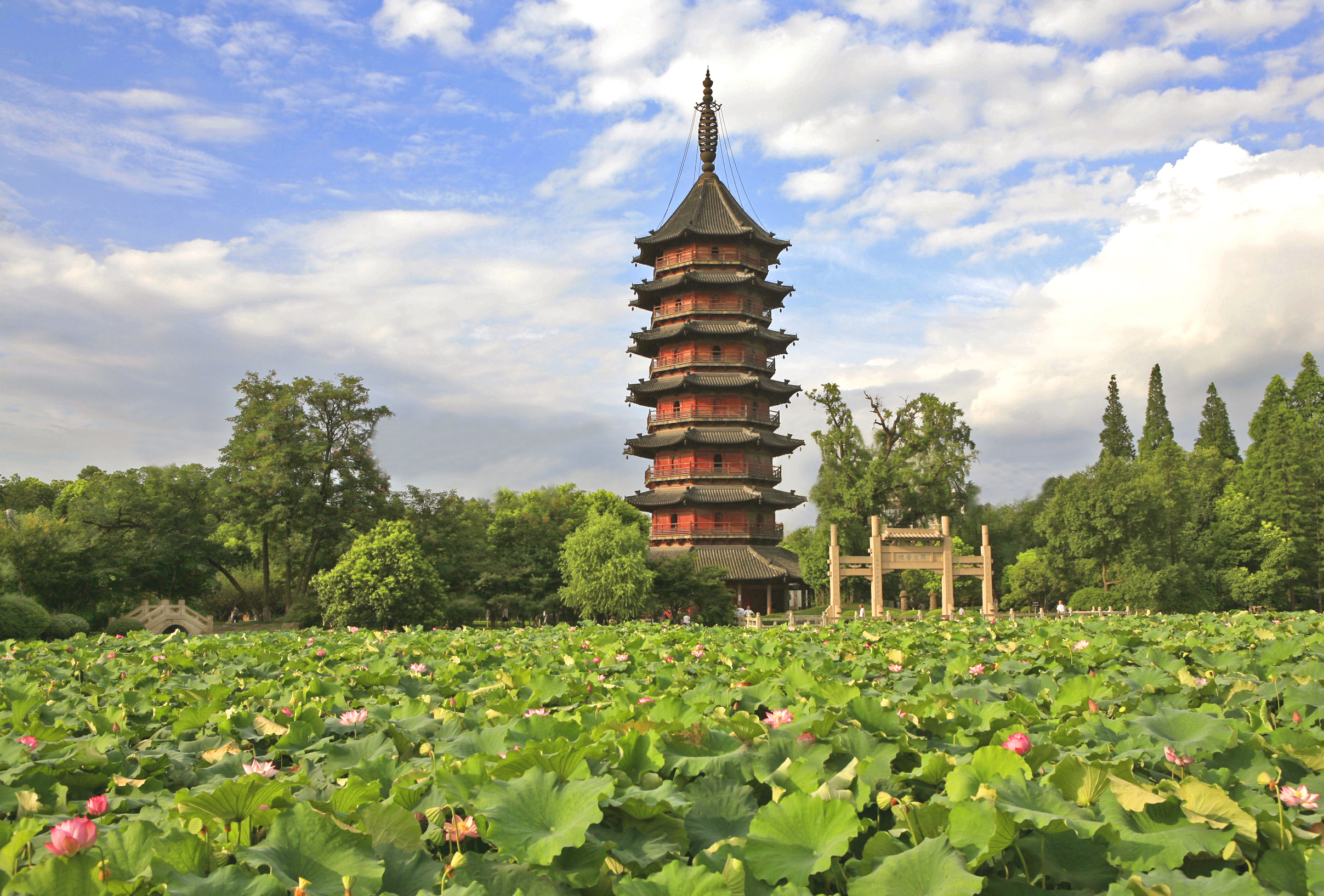
Tháp Phi Anh
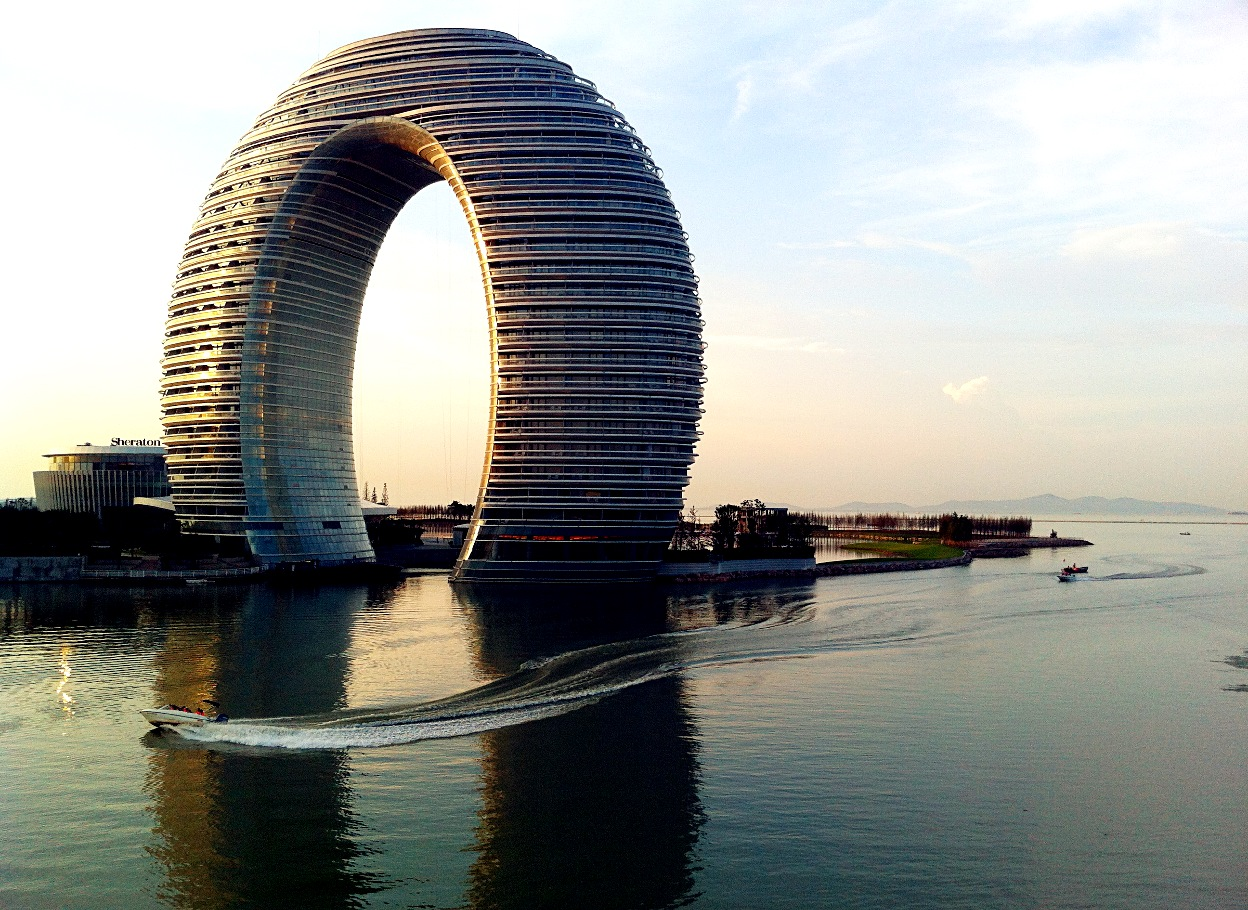
Starwood Hotels
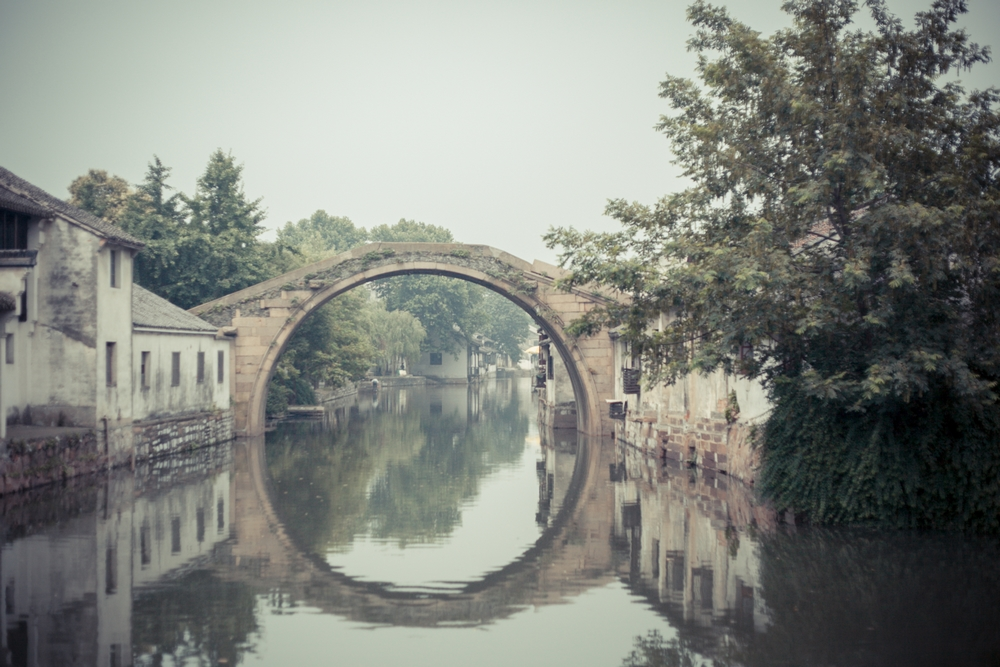
Cầu Hồng Tế
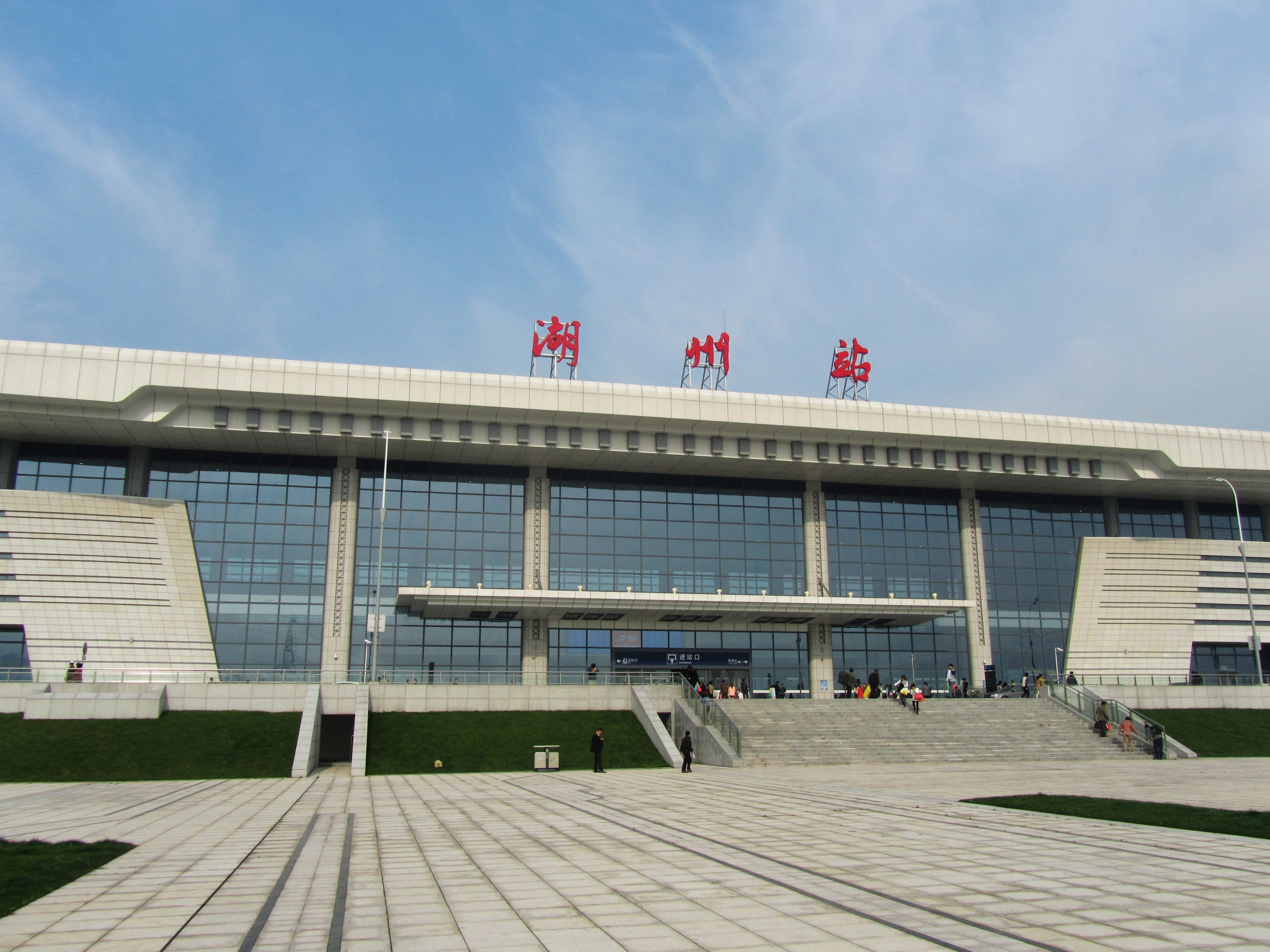
Nhà ga Hồ Châu